# テレスコープデンチャー
テレスコープデンチャーとは、維持装置をクラスプ（ばね）ではない、はめ込み式の機構を用いた義歯の総称である。いずれのタイプも保険が適用されない自由診療となる。
代表的なものに、コーヌスクローネやリーゲルテレスコープなどがある。コーヌスクローネは残存歯に被せるタイプの義歯であり、口腔内の内冠と呼ばれるメタルコアに義歯床がついたクラウンタイプの外冠をかぶせる事により装着する。維持は外冠と内冠の摩擦力で行う。リーゲルテレスコープは閂の原理を応用した義歯で、留め金を口腔内でしめる事により義歯を維持する。ちなみにテレスコープとは「望遠鏡」（名詞）ではなく、「はめ込み式の」という形容詞での意味である。

## 利点
- クラスプ（ばね）がないため、審美性に優れる
- クラスプで固定する場合よりしっかりと固定され義歯の動揺が少ない
- 義歯全体を小さくする事が可能なため違和感が少ない
- 支台歯を負担がクラスプと比べて軽くなる（支台歯に側方力がかからない）

## 欠点
- 内冠等を被せるため支台となる歯を削る必要がある（特にコーヌスの場合は神経をとらないといけない事が多い）
- 非常に高い精度が必要になるため、技工サイドの高い技術が必要となる[1]

## 現状
テレスコープデンチャーの利点を包括するインプラントの普及により、症例数は減少する傾向にある。しかし、インプラントと異なり手術の必要がないという利点があるため一定のニーズは残っている

## 関連
- 義歯
- 歯科補綴学／補綴科
- コーヌスクローネ
- リーゲルテレスコープ